# Powiat de Środa Wielkopolska
Le powiat de Środa (en polonais : powiat średzki) est un powiat appartenant à la voïvodie de Grande-Pologne dans le centre-ouest de la Pologne.
Elle est née le 1er janvier 1999, à la suite des réformes polonaises de gouvernement local passées en 1998. 
Le siège administratif du powiat est la ville de Środa Wielkopolska, seule ville du powiat, qui se trouve à 32 kilomètres au sud-est de Poznań, capitale de la voïvodie de Grande-Pologne.
Le district couvre une superficie de 632,18 kilomètres carrés. En 2010, sa population totale est de 55 576 habitants, avec une population pour la ville de Środa Wielkopolska de 21 635 habitants, et une population rurale de 32 933 habitants.

## Powiaty voisines
Le powiat de Środa Wielkopolska est bordée des powiaty de : 
- Września à l'est ;
- Jarocin au sud ;
- Śrem au sud-ouest ;
- Poznań au nord-ouest.

## Division administrative

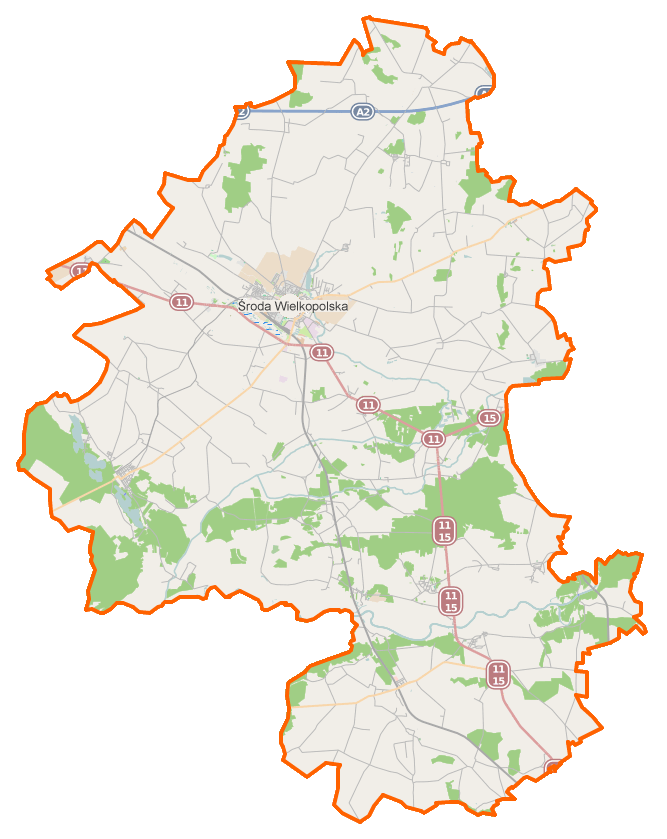
Plan du powiat.

Le powiat est divisé en 5 gminy (communes) :
| Gmina                 | Type         | Superficie (km²) | Population (2006) | Siège                 |
| Środa Wielkopolska    | urbain-rural | 207,1            | 30 023            | Środa Wielkopolska    |
| Nowe Miasto nad Wartą | rural        | 119,5            | 9 025             | Nowe Miasto nad Wartą |
| Krzykosy              | rural        | 110,5            | 6 500             | Krzykosy              |
| Zaniemyśl             | rural        | 106,8            | 6 191             | Zaniemyśl             |
| Dominowo              | rural        | 79,3             | 2 829             | Dominowo              |

## Démographie
Données du 30 juin 2005 :
| Description | Total  | Total | Femmes | Femmes | Hommes | Hommes |
| ----------- | ------ | ----- | ------ | ------ | ------ | ------ |
| Unité       | Nombre | %     | Nombre | %      | Nombre | %      |
| Population  | 54 630 | 100   | 27 802 | 50,89  | 26 828 | 49,11  |
| Urbain      | 21 675 | 39,68 | 11 205 | 20,51  | 10 470 | 19,17  |
| Rural       | 32 955 | 60,32 | 16 597 | 30,38  | 16 358 | 29,94  |

## Histoire
De 1975 à 1998, les différents gminy du powiat actuelle appartenait administrativement  à la voïvodie de Poznań.

Le powiat de Środa Wielkopolska est créée le 1er janvier 1999, à la suite des réformes polonaises de gouvernement local passées en 1998 et est rattachée à la voïvodie de Grande-Pologne.